# Saprosma brevipes
Saprosma brevipes är en måreväxtart som beskrevs av Hua Zhu. Saprosma brevipes ingår i släktet Saprosma och familjen måreväxter.
Artens utbredningsområde är Thailand. Inga underarter finns listade i Catalogue of Life.